# Ga Phú Thái
Ga Phú Thái là một nhà ga xe lửa tại thị trấn Phú Thái, huyện Kim Thành, tỉnh Hải Dương. Nhà ga là một điểm của đường sắt Hà Nội - Hải Phòng và nối với ga Phạm Xá với ga Dụ Nghĩa.